# 平沢敬
平沢 敬（ひらさわ たかし）は、日本の研究者。東京工業大学生命理工学院准教授。

## 主な略歴
- 1997年 東京理科大学理工学部応用生物科学科卒業
- 1999年 東京工業大学生命理工学研究科バイオテクノロジー専攻修士修了
- 2002年 東京工業大学生命理工学研究科バイオテクノロジー専攻博士後期修了
- 2002年 WDBホールディングス株式会社研究員（大阪大学大学院工学研究科派遣）（ - 2003年）
- 2003年 大阪大学大学院工学研究科教務補佐員（ - 2003年）
- 2003年 大阪大学大学院工学研究科産学官連携研究員（ - 2004年）
- 2004年 大阪大学大学院工学研究科特任研究員（ - 2005年）
- 2005年 慶應義塾大学大学院政策・メディア研究科 特別研究助手（慶應義塾大学先端生命科学研究所勤務）（ - 2007年）
- 2007年 大阪大学大学院情報科学研究科助教（ - 2013年）
- 2013年 大阪大学大学院情報科学研究科招へい准教授（ - 2016年）
- 2013年 東京工業大学大学院生命理工学研究科准教授

## 主な所属学会
- 日本農芸化学会
- 日本生物工学会
- 日本ゲノム微生物学会
- 化学工学会
- 日本分子生物学会など

## 主な受賞
- 2002年 第8回鎌田泉博士論文賞
- 2006年 日本生物工学会第19回生物工学論文賞

## 著書
- Bioprocessing of renewable resources to commodity bioproducts、2014年